# Chelonus guamensis
Chelonus guamensis är en stekelart som beskrevs av David Timmins Fullaway 1946. 
Chelonus guamensis ingår i släktet Chelonus och familjen bracksteklar. Inga underarter finns listade i Catalogue of Life.